# Draculine
La draculine  (nommée ainsi d'après le personnage de fiction Dracula) est une glycoprotéine contenue dans la salive des chauve-souris vampires et possédant un pouvoir anticoagulant.
Composé de 411 acides aminés, elle inhibe les facteurs de coagulation IX (IXa) et X (Xa) du sang des animaux à sang chaud : lorsque la chauve-souris a entaillé de ses incisives la peau d'un animal, son sang s'écoule sans coaguler, ce qui lui permet de le laper.
Cet anticoagulant est cent fois plus puissant que les autres anticoagulants connus, et est prescrit pour les patients atteints d'attaques cardiaques.